# Reijo Vähälä
Reijo Vähälä (Alajarvi, 7 de marzo de 1946-2024) fue un atleta finlandés especializado en la prueba de salto de altura, en la que consiguió ser subcampeón europeo en 1969.

## Carrera deportiva
En el Campeonato Europeo de Atletismo de 1969 ganó la medalla de plata en el salto de altura, con un salto por encima de 2.17 metros, siendo superado por el soviético Valentin Gavrilov (oro también con 2.17 m pero en menos intentos) y por delante del italiano Erminio Azzaro (bronce también con 2.17 m en más intentos).